# حاجي عرب (سغز أباد)
حاجي عرب (بالفارسية: حاجی عرب) هي قرية تقع في إيران في قسم سغز أباد الريفي. يقدر عدد سكانها بـ 550 نسمة .